# Les Loges-en-Josas
Les Loges-en-Josas là một xã thuộc tỉnh Yvelines, trong vùng Île-de-France, Pháp, cự ly 4 km về phía nam của Versailles và 22 km về phía tây nam thủ đô Paris.
Dân địa phương trong tiếng Pháp gọi là Logeois.
Loges-en-Josas nằm trong thung lũng Bièvre và cao nguyên Saclay.